# August Leopold von Sachsen-Coburg und Gotha

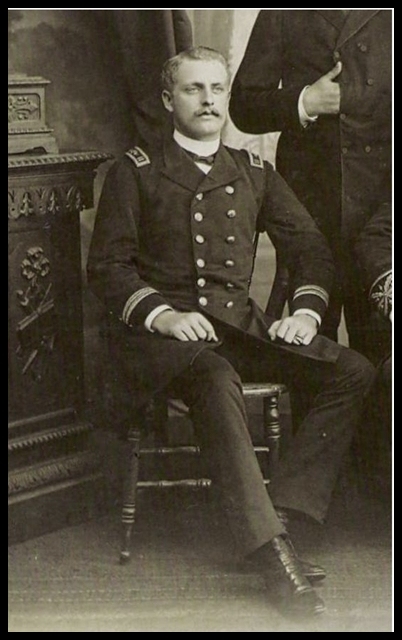
Prinz August Leopold von Sachsen-Coburg

August Leopold Philipp Maria Michael Gabriel Raphael Gonzaga von Sachsen-Coburg und Gotha und Bragança (* 6. Dezember 1867 in Rio de Janeiro; † 11. Oktober 1922 in Schladming) war ein Prinz aus der katholischen Linie Sachsen-Coburg-Koháry sowie kaiserlich brasilianischer Thronprätendent.

## Leben
August Leopold war der zweite Sohn des Prinzen August (1845–1907) aus dessen Ehe mit der brasilianischen Infantin Leopoldina, zweiter Tochter des Kaisers Peter II. Der Prinz wurde gemeinsam mit seinem älteren Bruder Peter in Brasilien erzogen und floh mit der kaiserlichen Familie 1889 nach Frankreich. Er diente später in der österreichischen Marine.
Nach dem Sturz der brasilianischen Monarchie und dem Tod seines Großvaters Peter II., wurde August Leopold während der Restaurationsbestrebungen in Brasilien 1895 eine zentrale Figur der Monarchisten, da die eigentliche Thronfolgerin, Peters älteste Tochter Isabella, auf Grund ihrer Persönlichkeit über keinerlei Rückhalt in der Bevölkerung verfügte. Die österreichische Diplomatie und vor allem der Deutsche Kaiser Wilhelm II. unterstützten die Kandidatur des Prinzen; letzterer mit den Worten: „Es würde mich sehr freuen. Er ist ein sehr energischer – etwas wüstlingsartiger – Charakter und wird mit den republikanischen Hallunken wahrscheinlich gründlich aufräumen.“
August Leopold wurde 1903 das Großkreuz des königlich portugiesischen Turm- und Schwertordens verliehen. Im Jahr davor hatte er Schloss und Gut Gerasdorf am Steinfeld erworben, das er 1918 wieder verkaufte und bezog mit seiner Familie das bisher vor allem als Sommerresidenz genutzte Schloss Schladming. Nach dem Tod seines Cousins Leopold 1916 erbte August Leopold den Koháry-Besitz, der ihn zu einem der bedeutendsten ungarischen Magnaten machte.
August Leopold wurde nach seinem Tod 1922 in der Annakapelle in Schladming bestattet und 1933 in die sogenannte Koháry-Gruft der Kirche St. Augustin in Coburg überführt.

## Nachkommen
Prinz August Leopold heiratete am 30. Mai 1894 in Wien Karoline von Österreich-Toskana (1869–1945), Tochter des Erzherzogs Karl Salvator von Österreich-Toskana, mit der er folgende Kinder hatte:
- August Clemens Karl (1895–1908)
- Klementine Maria (1897–1975)

⚭ 1925 Eduard von Heller (1877–1970)
- Maria Karoline (1899–1941), am 6. Juni 1941 im Rahmen der Aktion T4 in der Tötungsanstalt Hartheim ermordet.[4]
- Rainer (1900–1945)

⚭ 1. 1930 (gesch. 1935) Johanna Károlyi de Károly-Patty (1906–1992)
⚭ 2. 1940 Edith de Kózol (1913–1997)
- Philipp Josias (1901–1985)

⚭ 1944 Sarah Aurelia Hálasz (1914–1994)
- Theresia Christiana (1902–1990)

⚭ 1930 Freiherr Lamoral Taxis von Bordogna und Valnigra (1900–1966)
- Leopoldine Blanka (1905–1978)
- Ernst Franz (1907–1978)

⚭ 1939 Irmgard Röll (1912–1976)